# Pornoacteur

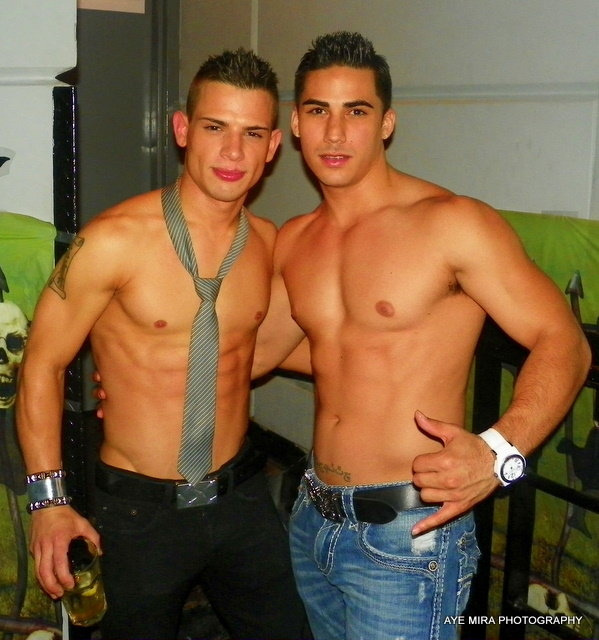
Brent Everett & Topher DiMaggio

Een pornoacteur of een pornoactrice is een man, respectievelijk een vrouw, die (meestal voor een camera) seksuele handelingen uitvoert, met de bedoeling dat deze (gefilmde opnamen) op commerciële basis worden aangeboden om te worden bekeken.
De pornoacteur/-actrice verschijnt op die manier in pornofilms, seksshows of peepshows. Een pornoacteur/-actrice hoeft niet altijd seksuele handelingen te verrichten met een persoon van het andere geslacht; er bestaan ook pornografische films met alleen maar mannen of vrouwen (homoseksuele of lesbische pornofilms) of met dieren (bestialiteit).
Een pornoster is een pornoacteur of een pornoactrice die optreedt in pornofilms en daarbij een behoorlijke bekendheid heeft verkregen.

## Motivatie

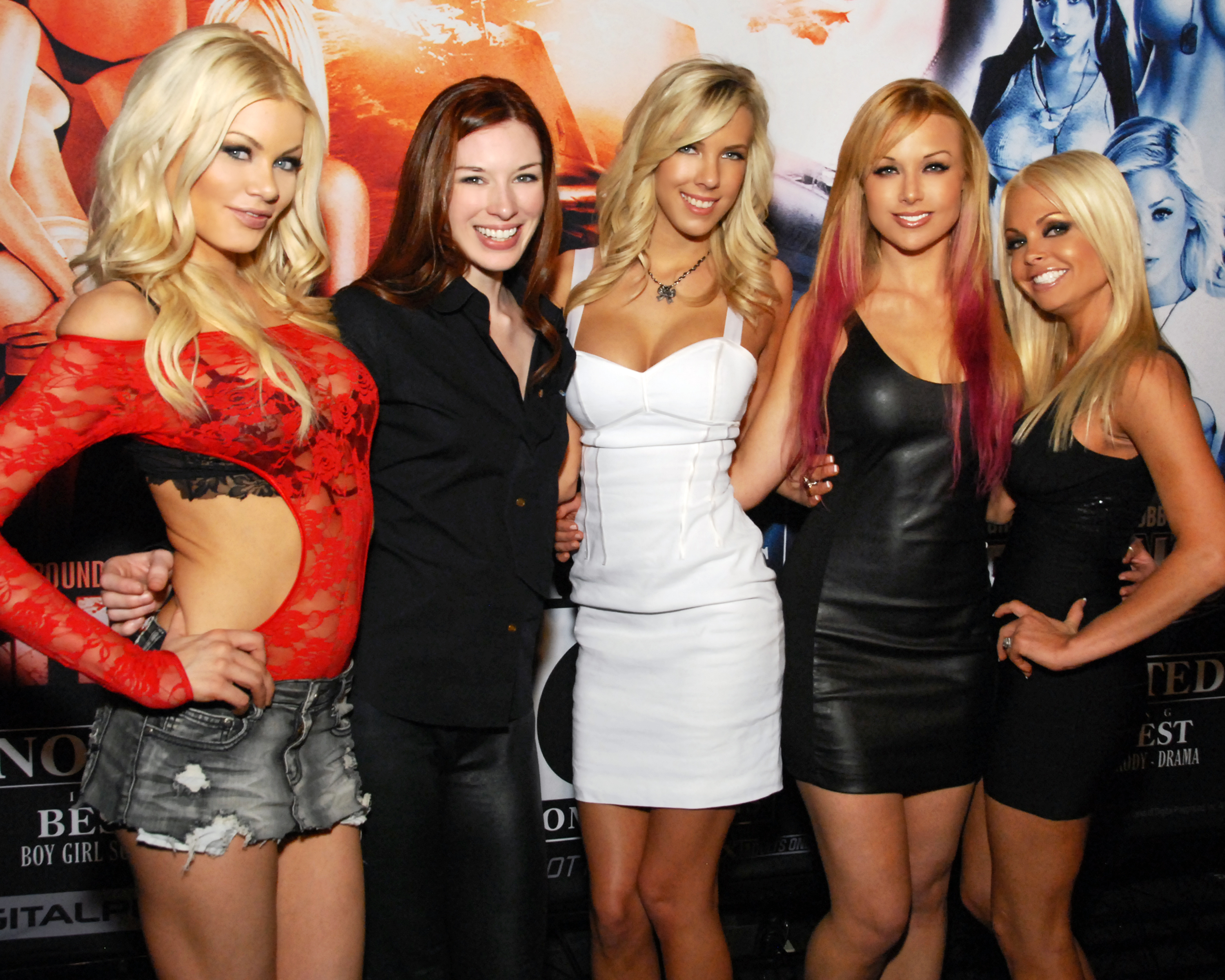
Pornoactrices Riley Steele, Stoya, BiBi Jones, Kayden Kross en Jesse Jane poseren op de AVN Adult Entertainment Expo in Las Vegas

Pornoacteurs/actrices vertellen soms in interviews dat ze aanvankelijk als stripteasedanser(es) werkten, maar dat hun door producenten op een bepaald moment werd gevraagd of zij interesse hadden om mee te spelen in een pornofilm.
Daarnaast zijn er ook vrouwen en mannen die een 'kick' krijgen als andere mensen naar hen kijken als ze seksuele handelingen verrichten. Soms worden sekswerkers pornoacteur/actrice.

### Vrijwillig of gedwongen
Er bestaan modellenbureaus die zich gespecialiseerd hebben in het leveren van pornomodellen. Ook in België en Nederland zijn enkele van dit soort bureaus actief.
In vroeger jaren werden sommige actrices gedwongen om seks voor de camera te hebben met anderen. De pornowereld opereerde toen nog grotendeels in de 'undergroundscene', en was in de meeste landen verboden. De meeste producenten financierden hun pornofilms dan ook grotendeels met gelden die afkomstig waren uit bijvoorbeeld de drugshandel. Met de explosieve opkomst van de videorecorder eind jaren zeventig, begin jaren tachtig keerde het tij. Mede door de grote opkomst van de videorecorder werd porno in veel landen legaal.

## Pornosterren

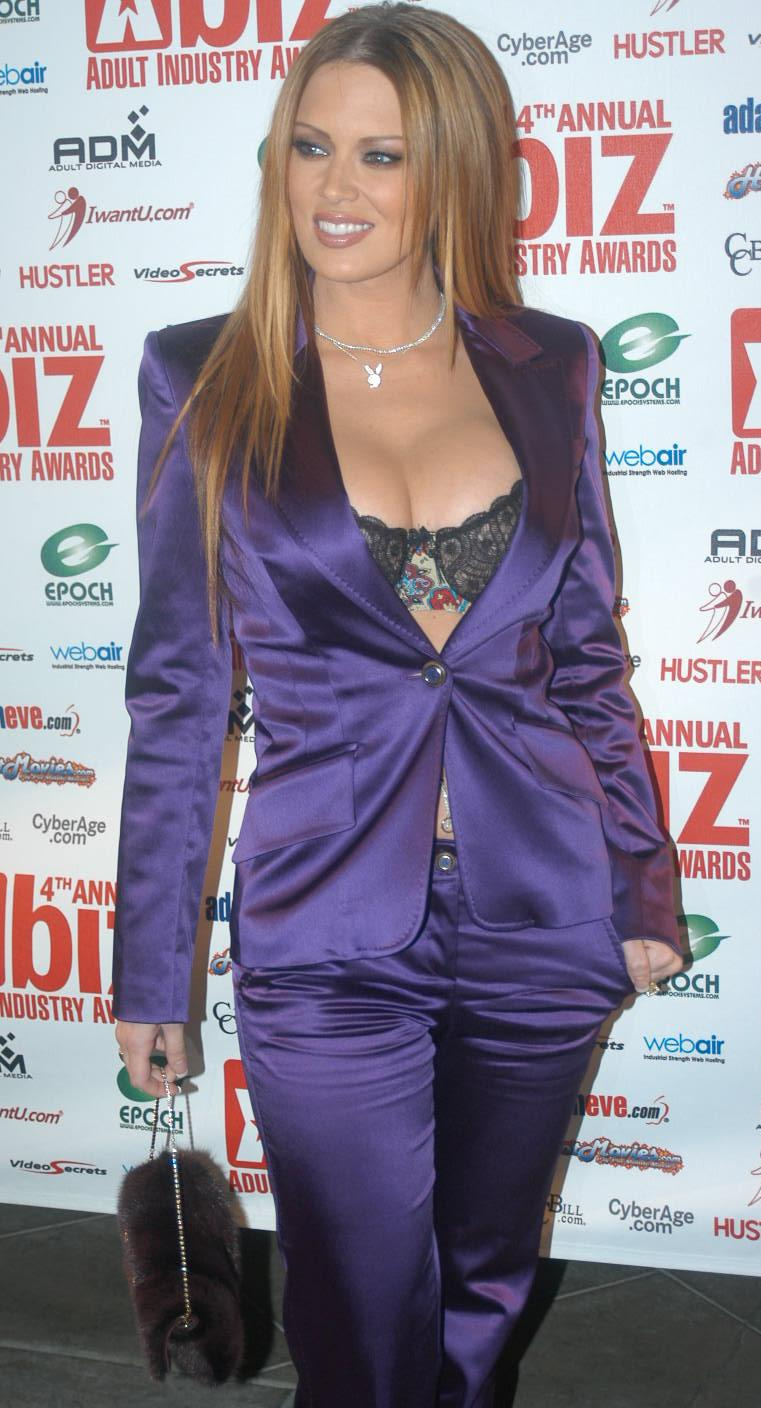
Jenna Jameson

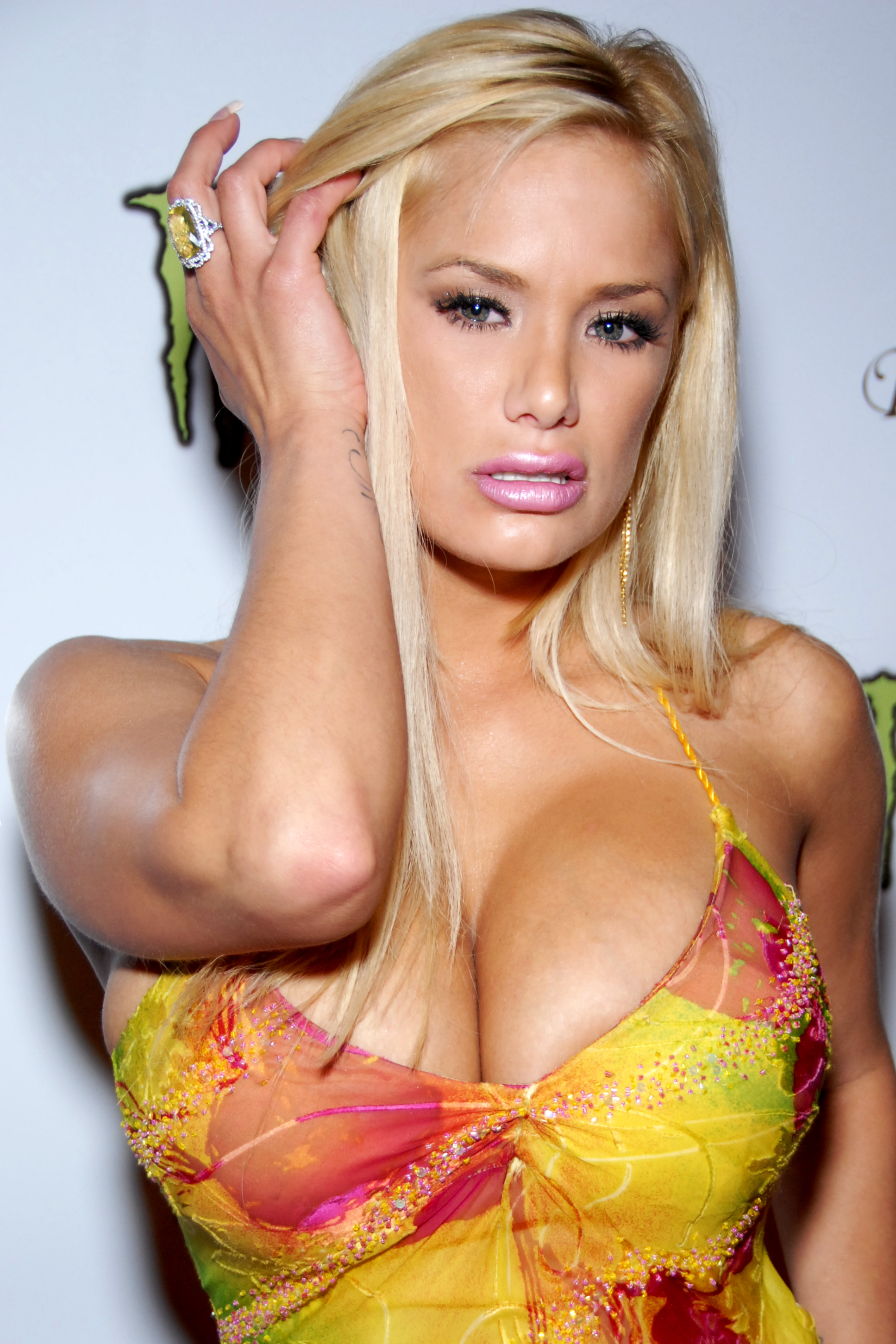
Shyla Stylez

De eerste pornoster waarvan de naam bekend is, was Linda Lovelace, die haar kunsten vertoonde in de film Deep Throat uit 1972. Het succes van deze film, die honderden miljoenen dollars opbracht, zorgde ervoor dat er vele andere pornofilms en pornosterren verschenen, waaronder Marilyn Chambers (Behind the Green Door), Gloria Leonard (The Opening of Misty Beethoven), Georgina Spelvin (The Devil in Miss Jones), Jeremy Cohen (Speed Demon of Porn), en Bambi Woods (Debbie Does Dallas). Dit werd gevolgd door een overvloed aan films medio-jaren '80. Legendarische sterren uit deze tijd waren John Holmes, Traci Lords, Seka, Ginger Lynn Allen, Annette Haven, Veronica Hart en Hyapatia Lee.
De pogingen in de jaren zeventig om pornografie in de V.S. te verbannen door pornosterren voor prostitutie te vervolgen mislukten, aangezien de rechtbanken een onderscheid maakten tussen iemand die aan een seksuele verhouding voor geld deelnam, en de handeling van het afbeelden van een seksuele verhouding als uitvoering voor geld.
Vanaf de jaren zeventig konden steeds meer mensen zich een videorecorder veroorloven, zodat zij pornofilms in de privacy van hun eigen huis konden bekijken. Dit leidde tot een nieuwe markt die niet kon worden genegeerd. Als resultaat hiervan zijn er honderden pornofilmbedrijven die jaarlijks tienduizenden videotitels vrijgeven. Dientengevolge zijn er duizenden mensen die als pornoster werken.
Aangezien de belangrijkste markt voor pornografie op een heteroseksueel mannelijk publiek is gericht, is er veel vraag naar knappe vrouwelijke pornosterren.
Jenna Jameson en Briana Banks behoren tot de bekendste pornosterren van de afgelopen jaren.
Bekende pornoacteurs zijn of waren onder anderen John Holmes, Ron Jeremy, Peter North, Rocco Siffredi, Johnny Sins, David Perry en Jeff Stryker.
Andere bekende pornoactrices zijn of waren onder anderen Alexa Rae, Briana Banks, Nina Hartley, Kim Holland, Bobbi Eden, Jenna Jameson, Jenna Presley, Shannon Wilsey, Tyler Faith, Tori Black, Lela Star, Lana Rhoades, Angela White, Gabbie Carter en Angie Faith. Sommigen, onder wie Traci Lords, Sasha Grey en Sibel Kekilli, wisten de overstap te maken van de pornoindustrie naar het acteren in 'mainstream' films en tv-series.

## Pornosterren en soa's
Omdat pornosterren vaak met veel mensen seks hebben en vaak geen condooms gebruikt worden, zijn pornosterren bijzonder kwetsbaar voor aids en andere seksueel overdraagbare aandoeningen (soa's).
In de jaren tachtig leidde een uitbarsting van aids tot een aantal sterfgevallen van pornosterren, waaronder John Holmes en Al Parker. Dit leidde tot de verwezenlijking van de Adult Industry Medical Health Care Foundation (een initiatief van pornoster Sharon Mitchell), die hielp een systeem in de porno-industrie van de V.S. op te zetten waarbij de pornosterren om de 30 dagen op hiv worden getest. Al het seksueel contact werd geregistreerd. Dit resulteerde in minder hiv-besmettingen, en daarom ook minder aidsgevallen onder pornosterren. Men heeft gerapporteerd dat er niet één enkele hiv-test positief is geweest van 2000 tot 2004. Daarmee wordt bedoeld: niet positief voor het virus, wel voor deze pornosterren.
In 2004 testte een mannelijke pornoster, Darren James, positief voor hiv, evenals Mason Wyler in 2008. Lara Roxx werd ook positief getest voor hiv nadat ze in een film speelde met James. Over haar verscheen in 2011 de documentaire Inside Lara Roxx.

## Autobiografieën
- Amber van de Bunt (Karmen Karma), Overcome: A Memoir of Abuse, Addiction, Sex Work, and Recovery, 2019
- Stormy Daniels, Full Disclosure, 2018 (ISBN 978-1250205568)
- Asa Akira, Dirty Thirty: A Coming of Age Story, 2016
- Lisa Ann, The Life, 2015
- Asa Akira, Insatiable: Porn - A Love Story, 2014
- Jennie Ketcham, I Am Jennie, 2014
- Seka en Kerry Zukus, Inside Seka, 2013
- John Holmes, Porn King - The Autobiography of John C. Holmes, 2010
- Tera Patrick, Sinner Takes All : A Memoir of Love and Porn, 2011
- Oriana Small (Ashley Blue), Girlvert: A Porno Memoir, 2011
- Jenna Jameson en Neil Strauss, How to Make Love Like a Porn Star: A Cautionary Tale, 2010
- Monica Mayhem en Gerrie Lim, Absolute Mayhem: Secret Confessions of a Porn Star, 2010
- Ron Jeremy, The Hardest (Working) Man in Showbiz, 2008
- Coralie Trinh Thi, La Voie humide, oktober 2007 (ISBN 2-84626-123-7)
- Ilona Staller, Per amore e per forza, 2007
- Zara Whites, Je suis Zara Whites mais je me soigne, 2006 (ISBN 2-35013-054-1)
- Kelly Trump, Porno - Ein Star packt aus, 2005
- Celia Blanco, Secretos de una pornostar, 2005
- Jenna Jameson, How to Make Love Like a Porn Star: A Cautionary Tale, 2005
- Nina Roberts, J'assume, mei 2005 (ISBN 2-35012-020-1)
- Clara Morgane, Sex Star, maart 2003 (ISBN 978-2-84814-009-4)
- Traci Lords, Traci Lords: Underneath It All, 2003
- Gina Wild, Ich, Gina Wild. Enthüllung., 2003
- Raphaëla Anderson, Hard, 2001 (ISBN 2-253-15449-0)
- Linda Lovelace en Mike McGrady, Out of Bondage, 1986
- Linda Lovelace en Mike McGrady, Ordeal, 1980
- Marilyn Chambers, My Story, 1975
- Linda Lovelace, Inside Linda Lovelace, 1974

 Portaal seksualiteit